# 砂漠の嵐作戦
砂漠の嵐作戦（さばくのあらしさくせん、英語: Operation Desert Storm）は、湾岸戦争においてアメリカ軍が行った軍事作戦。クウェートを占領するイラク軍に対して、国際連合安全保障理事会決議678に基づき、アメリカ軍を中心とする多国籍軍が軍事力を行使したもので、43日間の空爆と100時間の地上戦によってイラク軍は敗走した。

## 作戦に至る経緯

### イラクのクウェート侵攻
1990年8月2日のイラクのクウェート侵攻に対して国際社会は激しく抗議し、国際連合では、侵攻当日の8月2日のうちに、イラク軍の即時無条件撤退を求める安全保障理事会決議660が採択された。イラクがこの決議を無視したことから、国際連合安全保障理事会は、6日には加盟国に対イラク経済制裁を義務付ける決議661、また9日にはイラクによるクウェート併合を無効とする決議662を採択した。
アメリカ合衆国のブッシュ大統領は、8月4日の国家安全保障会議において、まずはイラクがクウェートに続いてサウジアラビアにまで侵攻することを阻止することが最優先課題であることを確認し、続いて国連を通じて組織的に外交的・経済的な圧力を加えることでイラク軍をクウェートから撤退させることを志向した。ただし最後の手段として、軍事的な圧力、更にはクウェート解放戦争を遂行する可能性をも念頭に置いていた。

### サウジアラビアの防衛 (砂漠の盾作戦)
アメリカ軍のサウジアラビア国内への展開は、宗教的問題からサウジアラビア側が躊躇すると予測されていたのに対して、実際には、8月6日にチェイニー国防長官・中央軍司令官シュワルツコフ大将から説明を受けたファハド国王の決断によって即座に了承されたことで、8月7日（アメリカ東部標準時）にはアメリカ陸海空軍の指定された部隊に対して湾岸地域への展開命令が発令され、砂漠の盾作戦が発動された。
まず派遣命令を受けたのが、F-15戦闘機の2個飛行隊、早期警戒管制機部隊、2個空母戦闘群、2個海上事前集積船隊及び第82空挺師団の1個即応旅団であった。航空戦力においては、まず8日に第552空中警戒指揮航空団のE-3早期警戒管制機5機がリヤド基地に着陸したのを皮切りに、順次に作戦機の展開が進められた。また陸上戦力を担う第82空挺師団も、既に6日21時（EST）の時点で非常呼集が発令され、即応旅団であった第2旅団は出発準備を完了しており、9日には先遣隊が、旅団全体も14日までにサウジアラビアへの展開を完了した。
その後も、アメリカを含む西側諸国やアラブ諸国は同国に陸軍及び空軍の部隊を派遣し、また西側諸国はペルシャ湾及びその近海に艦隊を派遣した。10月までに、第82空挺師団を含む第18空挺軍団および海兵隊の第1海兵師団のほか、サウジアラビア軍の東部地域軍やイギリス陸軍の第1機甲師団、フランス陸軍の第6軽機甲師団など多国籍軍により、地上での防御態勢が概ね確立された。

### インスタント・サンダー
シュワルツコフ大将と、統合参謀本部議長 パウエル大将は、クウェート侵攻の直後から攻勢作戦の所要兵力に関心を持っていた。一方、空軍参謀本部では、従来より、戦闘コンセプト副部長であったワーデン大佐を中心として、空軍力を活用した攻勢作戦のための作戦構想が検討されていた。湾岸危機の勃発を受けて、ワーデン大佐は直ちにこの構想の具体化に着手し、8月8日、短期間にイラク指導者層の指揮機能を奪い、イラクの中心となる軍事力を破壊し、しかもイラクの基本的インフラは破壊しないことを要点とした「インスタント・サンダー」計画を作成した。同日午後にはロー副参謀総長にブリーフィングして同意を得て、10日にはシュワルツコフ大将、また11日午前中にはパウエル大将に対するブリーフィングが行われた。15日午後にシュワルツコフ大将がブッシュ大統領に対して説明した攻勢作戦の概要は、明らかに「インスタント・サンダー」を基にしたものであった。
8月17日、シュワルツコフ大将は、「インスタント・サンダー」をもとに、下記の4つの段階に区分した攻勢作戦の構想をパウエル大将に報告し、作戦名は「砂漠の嵐」となった。
1. 戦略的航空作戦（Strategic Air Campaign）
2. クウェート戦域での航空優勢獲得（Air Supremacy in KTO）
3. 地上戦開始のための条件作為（Battlefield Preparation）
4. 陸上攻勢作戦（Offensive Ground Campaign）

一方、陸上戦力に関しては、シュワルツコフ大将は、砂漠の盾作戦で展開された戦力のみでは攻勢作戦は困難だと考えていた。10月10・11日には、この意向を受けてワシントンに派遣された中央軍参謀長ジョンストン少将がチェイニー国防長官やブッシュ大統領に対してブリーフィングを行い、攻勢作戦での勝利を要求するのであれば1個軍団の増派が必要であると説明した。チェイニー国防長官とパウエル大将は増派に賛成、10月31日にはブッシュ大統領の承認を受け、陸軍参謀本部での検討を経て、11月8日には在欧陸軍の第7軍団に対して正式な派遣命令が下達された。
中央軍では、増派を受けられた場合と受けられなかった場合の両面で作戦立案を進めていたが、この増派決定以降は、2個軍団を基幹とする陸上攻勢作戦の具体化が進められた。11月14日、シュワルツコフ大将は師団長以上の部隊指揮官をダーランに召集し、「砂漠の嵐」作戦及び陸上攻勢作戦の構想を示達した。

### 安保理決議678と「砂漠の嵐」
国際的な圧力にもかかわらずイラクの姿勢は軟化せず、上記の通り、11月8日にはアメリカ軍の更なる増派が発表された。そして11月29日、国連安全保障理事会は、イラクが1月15日までにクウェートからの撤退を含めて国連安保理で決議された要求事項を履行しない場合、武力行使を含めた「あらゆる必要な手段」を講じることを認める決議678を採択した。
1月9日、スイスのジュネーヴにおいて、アメリカのベイカー国務長官とイラクのアズィーズ外務大臣の会談が行われたものの、決裂に終わった。1月12日にはアメリカ合衆国議会は武力行使を容認する決議案を採択し、ブッシュ政権は、武力行使について国内外の明確な支持を獲得した。
1月15日17時頃、ペンタゴンの国防長官執務室において、チェイニー国防長官とパウエル大将が多国籍軍の攻撃開始を命ずる執行命令書にフルネームで署名し、機密回線を使って、サウジアラビアのシュワルツコフ大将へと転送し、作戦が開始された。

## 戦略的航空作戦

### 第一撃 (1月17日未明)
「砂漠の嵐」作戦の開始時、戦域には2,430機の固定翼機がいた。
作戦開始時刻（Hアワー）は、現地時刻で1月17日午前3時と定められた。これは、クウェート危機が始まってから絶えず行われてきたシギント活動を踏まえて、イラクの防空システムの活動が最も低調になる時間として策定されたものであり、この時刻を基準として各部隊は行動を開始した。
その半日近く前の1月16日15時32分、中部標準時にして同日6時32分に、アメリカ合衆国本土（ルイジアナ州）のバークスデール空軍基地を7機のB-52G爆撃機が離陸したのが、攻撃作戦に参加する航空機の最初の動きであった。また最初の弾薬を発射したのは紅海およびペルシャ湾のアメリカ海軍艦艇で、17日1時30分ごろよりトマホーク巡航ミサイルの発射を開始した。一方、最初に弾薬を着弾させたのはアメリカ陸軍で、17日2時20分に、空軍のMH-53J特殊作戦ヘリコプター3機の先導を受けたAH-64攻撃ヘリコプター9機が国境線を超えたのち、2時39分、イラク軍の2か所の早期警戒レーダーに対して、ヘルファイア対戦車ミサイル、ハイドラ70ロケット弾、30mm機関砲による攻撃を行った。
この攻撃と前後して、F-117攻撃機8機が国境を通過し、バグダッドを中心とする重要目標に向けて散開しており、2時51分にヌハイブ要撃作戦センターを爆撃したのを皮切りに、攻撃を開始した。またこれとほぼ同時に、トマホーク巡航ミサイルがバグダッド周辺の目標に着弾し始めた。更に攻撃ヘリコプターが早期警戒レーダーを破壊したことによって生じた間隙からF-15E戦闘爆撃機とEF-111電子戦機が侵入し、スカッド弾道ミサイルの発射機を攻撃し始めた。
これに続いて敵防空網制圧（SEAD）作戦が開始され、西方からはHARM対レーダーミサイルを搭載したF/A-18戦闘攻撃機10機およびA-7攻撃機8機、TALDを搭載したA-6攻撃機2機ならびにKA-6空中給油機3機が、また南方からはF-4G戦闘爆撃機12機が侵入した。またこれらを援護するため、西方においてはF-14艦上戦闘機3機の上空援護を伴うEA-6B電子戦機3機、南方においてはEF-111電子戦機3機が随伴していたほか、南方国境付近ではEC-130コンパス・コールも飛行していた。更に西方でのSEAD作戦からわずかに遅れて、4機のA-6攻撃機および4機のイギリス空軍トーネードGR.1戦闘爆撃機がタカダム空軍基地を攻撃した。
これらの攻撃のあとの4時20分には、F-117の第二波が、バグダッドの方面防空作戦センター、タカダム空軍基地およびサルマン・パクにある要撃作戦センター、指揮・統制センター、ならびに指導者層目標を攻撃した。
これらの攻撃は絶大な成功を収め、KARIはもはや統合したシステムとしては運用できなかった。一方、多国籍軍航空部隊の損害は、SEAD任務中のF/A-18がMiG-25によって1機撃墜されたのみであった。

### 作戦第1週 (1月17日日中－23日)
バークスデール空軍基地を離陸した7機のB-52G爆撃機はサウジアラビア領空内まで進出し、34発のAGM-86C巡航ミサイルを発射して、これらは17日8時30分から12時の間に5か所の通信施設および3か所の火力発電所に着弾した。
防空システムに対する航空攻撃は日中に入っても継続されており、17日8時10分から11時30分にかけてA-10攻撃機24機が南部イラク・クウェート国境沿いの早期警戒レーダーサイトを攻撃したほか、多数のSEAD任務機がイラク防空システムの作戦センターおよびSAMサイトの両方を集中攻撃した。A-10攻撃機はイラク、サウジ、クウェート三国国境が交わる付近のイラク地上軍の攻撃にも投入されたほか、F-16戦闘爆撃機も共和国防衛隊を数回にわたり攻撃した。
17日遅くには、タカダム空軍基地およびハバニヤ石油貯蔵施設に対してF-16戦闘爆撃機32機を投入しての攻撃が行われ、この攻撃にはSEAD任務機や電子戦機、上空援護機も計28機が投入された。また同日夕方には、7機のB-52爆撃機が共和国防衛隊のタワカルナ機械化師団を、EF-111の支援を受けたF-111F戦闘爆撃機が、出身地ティクリットにあるフセイン大統領の住居を攻撃した。

#### スカッド・ミサイルによる攻撃
18日早朝よりイラクはスカッド短距離弾道ミサイルの射撃を開始し、まずイスラエルに対して、また20日からはサウジアラビアを標的とした攻撃が行われた。これはイスラエルを挑発してイラクに対する軍事行動を誘発すれば、アラブ諸国がイラクに対する軍事行動を躊躇する効果が期待でき、またサウジアラビアの石油施設が損傷すれば世界的な石油危機が発生し、各国の動揺を誘う効果が期待できると考えたものであった。
ミサイルの発射密度は比較的低かったにもかかわらず、このミサイル攻撃は重大な動揺をアメリカ指導者層に引き起こし、航空部隊指揮官に重圧がのしかかった。直ちにスカッド発射機に対する攻撃が強化されたが、移動式ミサイル発射機を、特に夜間に発見・破壊することは容易ではなかった。この問題に対して中央軍は特殊部隊を投入し、1月22日からはイギリス陸軍の特殊空挺部隊（SAS）が、また2月7日からはアメリカ軍の統合特殊作戦任務部隊（JSOTF）がイラク領内に潜入した。特殊部隊は、厳しい地形と悪天候を克服しながら航空機と連携し、移動式発射台や通信施設の発見と破壊の任務を遂行した。
スカッド攻撃を受けたイスラエルは、直ちにアメリカに対して防空部隊の派遣を要請、1月19日にはパトリオット地対空ミサイルを装備した防空部隊の第一陣が到着した。ただしミサイル攻撃が続く中で、イスラエル側はパトリオットが必ずしも有効ではないと考えるようになり、1月28日にはイラク西部に侵攻して空爆と地上戦によりミサイル発射基地を破壊する作戦をアメリカ側に提示、2月11日にはアレンス国防相が訪米してイラクへの報復攻撃の開始を伝達し、そのための空中回廊の設定をアメリカ側に要求するに至った。しかしアメリカ側の懸命な外交努力もあって、結局、イスラエルは42発ものミサイル攻撃を受けつつも報復攻撃を自制した。
戦争の終わりまでに、スカッド狩りはF-15Eのソーティ数の20％近く、A-10のそれの2％、F-16のそれの4％およびF-111Fのそれの3％を吸収した。それに加えて、B-52、A-6E、A-7、F-117、F/A-18 およびトーネードGR.1 もまた相当のソーティ数をスカッド・サイトまたは製造施設等の攻撃に費やした。

## 航空優勢獲得
多国籍軍の航空攻撃に対して、イラク空軍の反撃は極めて不活発であった。最初の3日間の航空戦でイラクが行った空対空任務は100ソーティをわずかに超える程度であり、約750機の保有作戦機数の点から見ると極めて少なかった。多国籍軍の空対空戦果は第3日より後は事実上無くなった。
これは多国籍軍の航空戦力優位は明らかであり、航空機を強化掩体壕に収容して空軍を温存する意図があったと思われる。イラクのドクトリンは、空軍をある種の戦略的予備として保持することを考えており、イラン・イラク戦争では実際にそのように運用されていた。様々な飛行場に600個近いシェルターを建設しており、特にバラド南東とアサドにある特別に強化された掩体壕は、核兵器にも耐えられる強度があった。
しかし1月21日より、航空機が収容された掩体壕に対して地中貫通爆弾による攻撃が開始されると、この温存戦略も維持困難となったことから、1月26日より、イラクは、イランまで飛べる飛行機を同地に脱出させる作戦を開始した。これは、当初は集団逃亡ともみられたが、後には、イランとの国境線の再確定における譲歩と引き換えに、主力機の庇護を依頼したものとみられるようになった。
1月27日、中央軍司令官は、イラク空軍は戦闘において無力化されたと宣言し、絶対的航空優勢（air supremacy）が確保された。

## 陸上攻勢作戦準備

### 地上部隊の配置
1990年11月14日の構想示達の時点では、第7軍団はドイツ、また同軍団に配属されることになっていた第1歩兵師団はアメリカ本土に所在していた上に、湾岸危機の勃発以前は、第7軍団は湾岸地域での作戦を全く想定していなかった。また同軍団および第18空挺軍団は砂漠の西側から攻撃発起することになっていたが、このための移動も重大問題であった。11月14日のシュワルツコフ大将の構想示達の際に、中央部及び西部から攻撃する地上部隊の攻撃発起位置への移動は、戦略的航空作戦の開始後とすることが指示されていたことから、時間的な猶予も乏しかった。
しかし、第7軍団の湾岸への移動については毎年のリフォージャー演習などを通じて民間輸送機関を使用する経験を積んできたこと、また攻撃発起位置への移動については1,300台もの大型輸送車両を装備する輸送団を編成するとともに軍団の移動を綿密に統制することで、おおむね問題なく遂行された。

### 航空攻撃
作戦第2週（1月24－30日）に入ると、第1週において航空作戦を中断させた悪天候も晴れ上がり、多国籍軍は航空攻撃を強化した。イラク軍のクウェート戦域への移動を遮断する航空作戦も本格的に開始され、1月27日には8か所の橋が落とされるか、または大きな損傷を受けた。
一方、対空砲火および赤外線SAMを避けるため、多国籍軍航空機の攻撃高度は中・高高度に限定された。これによって航空機および人員の損失は抑えられたものの、非誘導の通常兵器の使用には悪影響があり、A-10の30mmガトリング砲は効果が無く、F-16およびF/A-18から投下された自由落下爆弾の命中率も低下した。
1月の終わりになって、F-111Fの搭乗員により、FLIRを使えば砂漠にある戦車およびイラク軍装備品を捉えられると報告され、2月5日夜にF-111FとAN/AVQ-26光学照準装置およびGBU-12レーザー誘導爆弾による攻撃実験が行われたのち、次の夜からこの組み合わせによる「戦車たたき」（tank plinking）任務が開始されて、まもなくA-6EとF-15Eもこれに加わった。
第3週（1月31日－2月6日）には、クウェート戦域の共和国防衛隊とその他のイラク軍への攻撃に焦点が絞られ、全般として戦略的目標からクウェート戦域内の目標に対する攻撃へと転換した。第4週（2月7－13日）には更に戦略的航空作戦は縮小されて、クウェート戦域のイラク軍への攻撃が強化され、同戦域に所在するイラク陸軍の大部分の戦闘能力を低下させた。また多国籍軍の圧倒的な航空優勢のため、イラク空軍は、多国籍軍地上軍の移動ならびに攻撃準備について、これに対する阻止攻撃を実施するどころか、それ自体を知ることもできなかった。また空爆と並行して心理戦が行われたこともあって、直接的な破壊効果だけでなく心理的効果も大きく、イラク陸軍の師団の中には、陸上攻勢作戦の開始前までに半数の兵士が脱走した師団があった。
多国籍軍航空部隊は、陸上攻勢作戦開始前に10万ソーティに近い戦闘および支援任務を飛行し、288発のトマホーク対地ミサイルと35発の空中発射巡航ミサイルを発射した。

### カフジの戦い（1月29日－2月1日）
1月下旬、フセイン大統領は、外交交渉の行き詰まりや予想を超えて続く多国籍軍の空爆といった難局を打開するため、カフジに対する攻撃を命じた。これは、多国籍軍に地上戦を挑むことで反撃を誘発し、消耗戦に引き込むことでアメリカ国民の戦意を動揺させ、また対外的に宣伝しうる戦果を得るためであった。
イラク軍のクウェート侵攻によってカフジはイラク軍砲兵部隊の射程圏内に入っていたことから、市民は既に避難しており、シュワルツコフ大将もアラブ合同軍司令官ハリド中将も同地の保持は困難と判断したことから、直接防衛する部隊は配置されなかった。一方、イラク軍によるサウジアラビア侵攻を警戒するため、クウェート＝サウジアラビア国境沿い7か所に監視所を設置するとともに、アメリカ海兵隊とサウジアラビア陸軍・国家警備隊およびクウェート陸軍の計5個大隊が警戒部隊となって展開していた。
一方のイラク陸軍では、第3軍団隷下の第3機甲師団・第5機械化師団、第4軍団隷下の第1機械化師団をカフジ攻撃に割り当てて、第3軍団長マフムード少将が指揮官に任命された。3個師団の攻撃準備を完全に秘匿することは困難で、アメリカ軍はある程度の情報を掴んでいたものの、目標がカフジであることを見抜くことができず、奇襲を受けた。
1月29日夜、イラク軍はカフジに対する攻撃を開始した。国境線の屈曲点に近い第1・4監視所正面では、航空支援を受けたアメリカ海兵隊がイラク軍の1個旅団の攻撃を頓挫させる一幕はあったものの、基本的には監視所および警戒部隊は頑強に抵抗するというよりは後退を選び、1月30日午前2時、イラク陸軍第5機械化師団隷下の第15機械化旅団がカフジを占領した。
アメリカ軍にとって、カフジの失陥は想定外ではあったが、絶対的航空優勢下ではこれを奪還することは困難ではないと判断し、楽観視していた。しかし二聖モスクの守護者の称号を受けていたサウジアラビアのファハド国王にとって、寸土とはいえフセイン大統領の占領を許すことは看過し難く、ハリド中将に対して、速やかにこれを奪回することを繰り返し要求した。ハリド中将は、アメリカ軍の手で同地を奪回されることを恥辱と考えて、サウジアラビア軍の手でカフジを奪回することを決意していた。
30日、東部合同軍（JFC-E）司令官スルタン少将は、サウジアラビア国家警備隊第2自動車化歩兵旅団長アルファミィ大佐にカフジの奪回を命じた。アルファミィ大佐は、同旅団の第7機械化大隊及びカタール軍の2個戦車中隊によって奪回作戦を行うことを企図していたが、両国軍は湾岸危機の以前には共同訓練を行った経験がなく、またこの時点でも、同地一帯の地図、両部隊間の連絡を確保するための通信手段及び火力運用に関する計画はなかった。アメリカ海兵隊から派遣された連絡将校は、作戦開始前に火力調整を実施するよう助言したが、ファハド国王から速やかなカフジ奪回を命じられていた大隊長は作戦を強行した。
このような事情からJFC-Eの攻撃は統制を欠いており、2度にわたり失敗した。しかしイラク側も多国籍軍の激しい航空攻撃に苦しんでおり、マフムード少将は後退の許可を繰り返し求めたが、これは許可されなかった。そしてJFC-Eの3度目の攻撃は成功し、アメリカ海兵隊の砲兵射撃や攻撃機・攻撃ヘリコプターの援護下に、第7機械化大隊はカフジ市内に突入した。2月1日朝にはカフジ全域が確保され、後退するイラク軍に対して執拗な対地攻撃が継続された。カフジ攻撃において主攻撃を担任していたイラク陸軍第3軍団第5機械化師団のうち、無事にクウェートに帰還した部隊は全体の2割程度であった。

## 陸上攻勢作戦：砂漠の剣作戦

地上部隊の進撃経路図。

多国籍軍地上部隊は、右翼（東部）においてはクウェートに向けて直接前進する一方、左翼（中央部・西部）では一旦イラク領を北上ののち東に転針するという「左フック」作戦を採用した。このうち、最左翼（西部）において最も長距離を移動する第18空挺軍団はヘリボーンを活用できる軽装備の部隊を主力として構成されていたのに対し、中央部において濃密なイラク軍展開地域を突破する第7軍団は重装備の機甲師団が中心となった。

### 2月24日
多国籍軍は、サウジアラビアの国境線沿いに東西に展開しており、展開線は480キロに及んだ。計画では、2月24日朝に中央軍海兵隊（MARCENT）、東部合同軍（Joint Force Command-East: JFC-E）及び第18空挺軍団主力が攻撃を開始し、翌25日朝に北部合同軍（JFC-N）、第7軍団及び第18空挺軍団隷下の第24歩兵師団（機械化）と第3装甲騎兵連隊が攻撃を開始する予定だった。このように攻撃開始時刻に約1日間の差を設けた目的は、多国籍軍がクウェート正面から攻撃してくるとイラク軍に誤認させることにあった。

#### 東部 (MARCENT・JFC-E/N)
24日午前3時59分、MARCENT司令官ブーマー中将は陸上攻勢作戦の開始に関する命令を受領し、隷下の2個海兵師団に対して攻撃開始を命じた。イラク軍の抵抗は弱く、本来なら翌25日に攻撃するはずだったジャービル飛行場も、24日18時には既に確保された。攻撃開始後の数時間で第1・2海兵師団が収容したイラク軍捕虜は8,000名以上に及んだ。
24日8時より、サウジアラビア軍を主体とする東部合同軍（Joint Force Command-East: JFC-E）も攻撃を開始し、障害帯を処理した後、海岸線沿いにクウェート市に向かって前進した。2隻の戦艦、アメリカ海兵隊の海空火力支援連絡中隊及び偵察部隊がサウジアラビア軍に協力した。こちらも大きな抵抗を受けることなく、24日夜までには攻撃目標を確保して、数千人のイラク軍兵士の投降を受けいれた。
MARCENTとJFC-Eの間隙を閉塞するため、第5海兵遠征旅団も上陸を行い、24日12時45分に2個大隊が舟艇によりサウジアラビアのミシャブ港を、また同日18時半には1個大隊がヘリボーンによってワフラ油田の南側の地域を確保した。
海岸線沿いの攻撃が予想以上に順調に進展したことから、MARCENTの西側を援護するため、シュワルツコフ大将は他の部隊の攻撃開始時間を24日15時に繰り上げた。西部クウェートでは、MARCENTと連携しながら、エジプト軍及びサウジアラビア軍を主体とする北部合同軍（Joint Force Command-North: JFC-N）が前進し、クウェート市の北西において、同市とバスラを結ぶ幹線道路を遮断することになっていた。エジプト軍のハラビー少将が悪天候を理由として攻撃開始時刻の繰り上げを拒否する一幕があったが、最終的にはエジプト政府からの命令により、ハラビー少将も攻撃開始時刻の繰り上げを了承した。
しかし攻撃開始は1時間遅れて24日16時となったほか、攻撃の進展速度も遅かった。エジプト第3機械化師団は、前面のイラク軍が空爆により戦力を殆ど喪失していたにも拘わらず、イラク軍機甲部隊の逆襲を警戒しながら慎重に前進した。

#### 中央部 (第7軍団)
第7軍団は、第2装甲騎兵連隊、第1機甲師団、第3機甲師団、第1歩兵師団およびイギリス第1機甲師団から構成されており、主攻撃としてアル＝バティン・ワジの西側沿いに攻撃し、共和国防衛隊を殲滅する計画であった。14時30分から30分間の攻勢準備射撃を行ったのち、15時より第1歩兵師団は攻撃を開始した。イラク軍の抵抗は弱かったが、退却はせずに、アメリカ側が下車戦闘に移行するのを待ち構えていた。しかしアメリカ軍は下車戦闘を行う代わり、戦車と装甲車の排土板を使ってイラク軍兵士が立て籠もる塹壕を埋めていった。
しかしイラク軍は第1歩兵師団前方に障害帯を設置しており、攻撃開始時刻の繰り上げもあって、その啓開作業が問題となった。24日16時54分までに、障害帯に24本の通路が開設されていたものの、イラク軍はこれらの通路への砲撃を継続しており、夜間に啓開作業を継続することは困難であった。また第7軍団左翼でも、悪天候による視界不良や泥濘化のために、第1及び第3機甲師団の前進が遅れていた。また戦線の後背に取り残されて遊兵化したイラク軍が軍団の兵站部隊や補給幹線を攻撃することも懸念されたことから、第7軍団長フランクス中将は、攻撃を一旦停止して25日朝から再開することを決定した。
シュワルツコフ大将は、24日夜の時点でイラク軍は潰走状態にあったと判断し、フランクス中将が夜間攻撃を行わなかったことへの批判を繰り返したが、戦後の研究では、この時点でイラク軍は防御の体制に入っており、潰走してはいなかったことが判明している。

#### 西部 (第18空挺軍団)
第18空挺軍団は、第3装甲騎兵連隊、第82空挺師団、第101空挺師団、第24歩兵師団、フランス第6軽機甲師団から構成されており、ユーフラテス川の線に向かって攻撃し、同河川の付近で国道8号線を封鎖して共和国防衛隊の退路を遮断する計画であった。
24日午前5時半、第18空挺軍団の先頭をきって、フランス第6軽機甲師団の攻撃が開始された。第82空挺師団が第6軽機甲師団の後方を前進する一方、第101空挺師団は24日午前7時27分よりヘリボーンによる空中機動作戦を開始、8時15分には第1旅団が降着して攻撃開始線とサマーワの中間付近を占領、前方基地「コブラ」を設置した。同地に向けて、直ちに輸送ヘリコプターや車両によって物資や燃料の輸送が開始され、攻撃ヘリコプターやヘリボーン部隊の基地となった。
これらのヘリボーン部隊の対戦車戦闘能力は決して高くなかったことから、機甲部隊である第24歩兵師団および第3装甲騎兵連隊と早期に連携することが重要であった。両部隊の攻撃開始時刻は25日朝と予定されていたが、第7軍団との連携の観点から、同軍団と同じく24日15時に繰り上げられた。

### 2月25日

#### 東部 (MARCENT・JFC-E/N)
クウェート領内に展開していたイラク陸軍第3軍団は、25日未明よりMARCENTに対する逆襲を実施した。イラク軍は果敢に戦い、特に第5機械化師団は炎上する油井から上がる黒煙に紛れて第1海兵師団の指揮所から300メートルの地点まで迫ったものの、結局は撃退された。第1・2海兵師団は、25日昼頃より攻撃を再開した。
イラク軍がこの逆襲のため移動したため、JFC-Eは大きな抵抗を受けることなく、攻撃は順調に進展したが、捕虜が増加するにつれて前進速度は低下した。またJFC-Nの前進速度は、前日と同様に遅かった。

#### 中央部 (第7軍団)
25日朝、第7軍団は攻撃を再開した。しかしここで、ARCENT司令官ヨソック中将・軍団長フランクス中将と、中央軍司令官シュワルツコフ大将との間で、状況認識の齟齬が生じた。ヨソック中将とフランクス中将は第7軍団の攻撃は順調に進んでいると評価していたが、シュワルツコフ大将は第7軍団が夜間攻撃を行っていなかったことや、地形・天候による障害を把握しておらず、第7軍団の攻撃は遅滞していると認識した。またヨソック中将とフランクス中将は、共和国防衛隊との交戦が近いと判断し、ARCENTの総予備である第1騎兵師団を第7軍団に配属することを要望し、中央軍副司令官ウォラー中将もこれに同意していたが、シュワルツコフ大将はこれを却下した。これはシュワルツコフ大将がJFC-Nの戦闘能力を信頼しておらず、同部隊に万一のことがあった場合の備えが必要だと考えていたためであった。
この情勢を受けて、25日昼、フランクス中将は第1歩兵師団も共和国防衛隊との戦いに投入することを決心した。この時点で、同師団はイギリス第1機甲師団の障害帯の通過を掩護していたが、この任務が終わり次第に北上して、第2装甲騎兵連隊の後方に移動し、同連隊が共和国防衛隊と接触して敵情を解明したのちに、これを追い越して攻撃を行うように措置された。

#### 西部 (第18空挺軍団)
25日朝、第18空挺軍団は、悪天候の中をユーフラテス川に向かって攻撃を再開した。
第24歩兵師団の攻撃は順調に進展し、25日21時半までに、イラク軍の抵抗を殆ど受けずにユーフラテス川までの300キロの道程の四分の三を前進した。前進するにつれて次第に補給が困難になっていったが、18時15分にフランス第6軽機甲師団がサルマン一帯を確保し、補給幹線「テキサス」を開設すると改善した。
一方、第101空挺師団は前日に引き続いて空中機動作戦を実施し、天候が回復した15時より、第3旅団がサウジアラビア領内から約250キロ遠方の作戦地域「イーグル」に向けてヘリボーン展開を開始、16時10分には第一派攻撃部隊の1個大隊がユーフラテス川沿いの地域に降着した。その後、22時までに作戦地域内の要点を確保し、ヒドル市付近で国道8号線を遮断した。ただし悪天候のために降着地域から作戦地域への装備の移送が遅れており、また攻撃ヘリコプターや空軍機による攻撃も困難であり、もしこの時点でイラク軍機甲部隊の反撃を受けていたなら、これを撃退することはほとんど不可能だった。

### 2月26日
26日午前1時35分、イラク国営ラジオはクウェートからの退却命令を放送した。この時点で、空爆によって通信組織は破壊されており、ラジオは唯一の命令伝達手段となっていたが、これも電波妨害を受けていた上に、放送を聞いた将校の中には、退却命令を多国籍軍による欺騙と見做す者が少なくなかった。また、イラク陸軍と共和国防衛隊の指揮系統が別々だったことも、整然と退却することを一層困難にした。

#### 東部 (MARCENT・JFC-E/N)
MARCENT司令官ブーマー中将は、夜間攻撃能力を持つ航空機を可能な限り出撃させて、クウェートから退却するイラク軍を攻撃した。
第1海兵師団は朝6時54分よりクウェート国際空港に向けて攻撃を開始、13時には同空港を包囲した。22時半より、ペルシャ湾上の戦艦の艦砲射撃の支援を受けて空港への攻撃を開始したものの、イラク軍の抵抗、黒煙及び捕虜対応のために難航し、翌朝に攻撃を再開することとした。一方、第2海兵師団は、クウェートから退却するイラク軍の退路を遮断するため、12時よりムトラ丘陵およびジャハラーに対する攻撃を開始し、夜までに同地を確保した。
JFC-E/Nの攻撃も順調に進展し、翌日に予定されていたクウェート市解放のための攻撃を準備した。

#### 中央部 (第7軍団)
イラク軍の退却を受けて、シュワルツコフ大将は、共和国防衛隊を撃破しないまま戦争が終わってしまうのではないかという懸念を強めており、26日8時40分、ARCENT司令官ヨソック中将に対して、第7軍団の攻撃を急ぐように命じた。しかしヨソック中将は、第7軍団の攻撃を今以上に速く進めるためにできることはないと承知しており、フランクス中将に対して、シュワルツコフ大将の意向は通知しつつも、単に攻撃を継続することのみを命令した。ヨソック中将は、第18空挺軍団を第7軍団と連携させて共和国防衛隊を攻撃することを構想したものの、これは実現しなかった。
26日午前6時20分、前日から続く悪天候の中、第2装甲騎兵連隊は共和国防衛隊に向けて前進を開始し、7時13分にはタワカルナ機械化師団の警戒部隊と接触した。フランクス中将は、同連隊長ホルダー大佐に対して、タワカルナ機械化師団の本隊をその場に拘束し、かつ第1歩兵師団の攻撃を掩護する態勢を確立するよう命令、これを受けて同連隊は15時頃に攻撃開始線を通過し、15時半よりタワカルナ機械化師団の防御陣地に対する攻撃を開始した。この第2装甲騎兵連隊による戦いは、後に73イースティングの戦いと呼ばれた。
第1歩兵師団は26日午前4時半より前進を開始していたものの、砂嵐のために遅延を生じ、第2装甲騎兵連隊に追いついたのは26日夜だった。フランクス中将は、夜間に部隊交代を行うと友軍相撃が発生することを懸念しつつも、第2装甲騎兵連隊が既に長時間にわたって交戦を継続していたことから、部隊交代を行わなかった場合その戦力が消尽すると判断し、計画通り、第1歩兵師団に対して第2装甲騎兵連隊を追い越して共和国防衛隊への攻撃を行うよう命令、26日22時半より、第1歩兵師団は攻撃を開始した。
第3機甲師団は26日午前9時18分に第2装甲騎兵連隊に追いつき、同連隊の左翼に展開して前進を続け、16時半にタワカルナ機械化師団の警戒陣地に接触した。しかしタワカルナ機械化師団は空爆によって損耗を受けていたにもかかわらず頑強に抵抗し、第3機甲師団の先頭を前進していた第1旅団は接触後12時間でわずか4キロしか前進できなかった。第3機甲師団長ファンク少将は左翼側から師団主力を投入することを決定、22時より攻撃を開始して、27日午前2時までにタワカルナ機械化師団の防御陣地を突破した。
第3機甲師団の左翼を前進する第1機甲師団も、26日13時12分にタワカルナ機械化師団隷下の1個大隊を発見、19時半より野戦砲、MLRS及び攻撃ヘリコプターが制圧射撃を開始し、20時よりタワカルナ機械化師団の防御陣地に対する攻撃を開始した。
一方、軍団の最右翼を援護していたイギリス第1機甲師団は、イラク軍を撃破しつつ順調に攻撃目標を確保し、27日朝からアル＝バティン・ワジを超えてクウェート領内の攻撃目標に向かって攻撃する態勢を確立した。
なおJFC-Nの攻撃が順調に進展していることを確認したシュワルツコフ大将は、26日午前9時20分、ついに第1騎兵師団を第7軍団に配属し、フランクス中将は同師団に対して速やかに第7軍団主力に追いつくように命令して、タワカルナ機械化師団の北側もしくは南側から投入することを構想した。しかし同師団はアル＝バティン・ワジ付近に展開しており、26日の終わりの時点で、まだ第7軍団主力に向かって前進している最中だった。

#### 西部 (第18空挺軍団)
シュワルツコフ大将は、第7軍団の前進が遅れている状況で第24歩兵師団が単独で共和国防衛隊と接触することを懸念し、進出限界線を設定していたが、上記の通り共和国防衛隊を取り逃がす懸念が強まったことから、26日午前8時40分、この制限を解除し、同師団がユーフラテス川の沿岸部に前進することを許可した。しかし同師団は25日夜以降、ユーフラテス川の南側に広がる湿地帯の通過に手間取っており、26日14時より攻撃前進を開始、同日中にユーフラテス川沿岸部の攻撃目標をおおむね確保したものの、第7軍団に追いつくには至らなかった。
一方、第24歩兵師団の前進により、国道8号線の遮断は確実なものになり、第101空挺師団も体制を強化した。ただし、第7軍団長フランクス中将は、第18空挺軍団が敵地域の奥深くの攻撃目標を確保しても共和国防衛隊の殲滅には益さないことを指摘し、両軍団の連携を問題視していたが、ヨソック中将もシュワルツコフ大将も、両軍団の攻撃を連携させるための具体的な措置は特には講じなかった。

### 2月27日

#### 東部 (MARCENT・JFC-E/N)
シュワルツコフ大将は、陸上攻勢作戦に関する検討を開始した頃から、クウェート市の解放はアラブ諸国の軍により達成されることが重要だと判断していた。この意向を反映し、27日朝から開始されたクウェート市への攻撃では、アメリカ軍は掩護にまわり、JFC-EとJFC-Nが攻撃主力となった。
午前9時、JFC-EとJFC-N はクウェート市内に入り、市内で合流して、同市を確保した。14時21分には、MARCENT司令官ブーマー中将も市内のアメリカ大使館に到着した。

#### 中央部 (第7軍団)
第1歩兵師団は、26日22時半より第2装甲騎兵連隊を追い越すかたちでタワカルナ機械化師団との交戦を開始しており、27日夜明けまでに当初の目標地点まで進出していた。フランクス中将は、同師団によって第7軍団主力の右翼から共和国防衛隊を包囲することを構想しており、25日9時15分、燃料を補給した同師団は攻撃を再開した。しかし同師団は北東に向けて前進しており、このまま前進すると、北側に隣接する第3機甲師団の前面に出てしまう可能性があった。この懸念と連絡の齟齬により、第1歩兵師団は前進を停止してしまった。
第3機甲師団はタワカルナ機械化師団を撃破したのちも前進を継続し、27日16時43分、国境線を越えてクウェート領内に入った。正面に展開していたイラク陸軍第10及び第12機甲師団は殆ど壊滅しており、イラク軍の兵士は次々
と投降した。
その北側では第1機甲師団が前進を継続していたが、24日の攻撃開始から220キロに及ぶ距離を前進してきたために師団全体が燃料不足に陥っており、27日午前8時15分、同師団長グリフィス少将は、2時間後にすべての車両の燃料がなくなると判断した。フランクス中将は同師団を第1騎兵師団と交代させることを検討したが、攻撃の勢いを重視し、南側の第3機甲師団から燃料の供給を受けて前進を継続するよう指導した。第1機甲師団正面には共和国防衛隊のメディナ機甲師団が防御しており、第1機甲師団第2旅団は27日12時17分より交戦を開始、13時までに1個機甲旅団を撃破した。この戦いは、後にメディナ丘陵の会戦 (Battle of Medina Ridge) と呼ばれた。
一方、第7軍団の最右翼を前進するイギリス第1機甲師団は26日から攻撃を続けており、27日朝までにアル＝バティン・ワジの西側にある全ての攻撃目標を確保、27日7時12分よりクウェート領内へと前進を開始した。フランクス中将は、同師団によりクウェート市とバスラを結ぶ幹線道路を遮断することを決定し、27日20時半、同師団長スミス少将に対して、ムトラ丘陵の北側の地域に向かって前進するように命じた。
27日18時の時点で、フランクス中将は、共和国防衛隊の殲滅にはあと24時間が必要だと判断しており、ヨソック中将もこれに同意していた。しかし23時半頃、ヨソックはフランクスに対して、28日の朝に戦闘停止の命令が出る可能性があることを伝え、これを隷下部隊指揮官にも伝達するよう指示した。伝達を受けた後、各部隊の攻撃の勢いは急速に低下した。この結果、第7軍団の進撃予定にあわせて設定された火力支援調整線（FSCL）が実態にそぐわなくなり、第7軍団の射程外にありながら空軍機が攻撃を行えない地域が発生した。この問題に対し、第7軍団はFSCLを元の位置に戻して、退却するイラク軍を空軍機で攻撃することを要望したが、戦闘停止に関するパウエルとの電話協議や自身の記者会見の準備に奔走していたシュワルツコフ大将はこの問題を処理せず、結果として、ハムラビ機甲師団の重装備の相当部分が後退に成功した。
23時37分、フランクス中将はヨソック中将から、一時的な攻撃中止と応急防御態勢への移行を命じる正式な命令を受領した。

#### 西部 (第18空挺軍団)
第18空挺軍団の右翼では、26日深夜から第3装甲騎兵連隊が攻撃を開始し、第1機甲師団との連携を急いでいた。27日早朝に攻撃目標を確保したものの、この際に第1機甲師団隷下の工兵大隊との間で友軍相撃が発生した。
第101空挺師団は、27日13時までに同地に前方基地を開設し、14時30分より攻撃ヘリコプターを出撃させて、4時間に及ぶ攻撃によって多数の火砲や輸送車両を破壊した。しかしこの時、イラク軍の機甲師団は別の地域に集結中であり、戦車を破壊することはできなかった。
一方、同地を確保したのちに第3装甲騎兵連隊は第24歩兵師団に配属されて、27日13時よりバスラへの攻撃を開始した。

## 戦闘の停止と停戦合意
元来、アラブ諸国はイラク国内への侵攻やフセイン政権の解体までは望んでいなかったうえに、25日夜以来、アメリカのメディアは、退却するイラク軍に対して多国籍軍が空爆を続けていることを「死のハイウェイ」として無差別殺戮であるかのように報道しており、これを憂慮したブッシュ大統領は早期の戦闘停止を志向するようになっていた。27日深夜には、イラク政府が安保理に対して決議660の受諾を通告し、戦争継続の大義名分も失われた。28日午前1時57分、ブッシュ大統領は戦闘の停止を決定、「100時間戦争」と形容するために戦闘停止時刻は28日午前8時（アメリカ東部標準時27日24時）とされた。
28日午前4時、第7軍団長フランクス中将は隷下部隊指揮官に対して攻撃再開を命じた。第1歩兵師団は攻撃ヘリコプターによってイラク軍のサフワン交差点通過を阻止するよう命令を受け、これを達成したものの、ヨソック中将はフランクス中将に対して同交差点を確保するよう口頭で命じており、この齟齬が後に問題になった。第7軍団隷下の各部隊は、28日午前7時58分にフランクスが戦闘停止を命じるまで攻撃を継続した。
第18空挺軍団長ラック少将が28日に攻撃停止命令が出る可能性を伝えられたのは、28日午前1時45分のことであった。正式な命令を受領したのは午前2時のことだったが、この時、第18空挺軍団は2月28日朝からの攻撃を準備しており、特に第24歩兵師団は午前4時からバスラに対する攻撃を開始する予定だったことから、師団長マカフリー少将は、戦闘停止命令への不満を隠さなかった。ラック少将は、隷下部隊指揮官に対し攻撃中止と防御態勢への移行を命じた。しかし彼らと対峙していたイラク軍は後退の気配を見せなかったため、戦闘隊形で接近し、後退を勧告した。イラク軍の多くはアメリカ軍の勧告に従ったが、共和国防衛隊はしばしば従わず、3月2日午前8時7分には、ハムラビ機甲師団の戦車が第24歩兵師団に対して砲撃したのに対して米軍が応射し、戦車約30両や装甲車約80両などを撃破するという交戦 (Battle of Rumaila) も発生した。
シュワルツコフ大将は、当初、日本の降伏文書調印と同じく戦艦「ミズーリ」において停戦交渉を行うつもりでいたが、用意を整える時間がないことが判明し、断念した。続いてジャリバ空軍基地が候補となったが、不発弾が散乱していることが判明し、やはり断念した。最終的にサフワン空軍基地を用いることにしたものの、このときシュワルツコフ大将はARCENTや中央軍の参謀に対して、同地の状況を確認しなかったため、同地にイラク軍が集結していることを知らなかった。同地がアメリカ軍の占領下にないことを知ったシュワルツコフ大将は激怒し、ヨソック中将に対し同地の確保を命ずるとともに、確保命令に違反した理由を文書で報告するよう命じたが、シュワルツコフ大将はこれ以前に同地を確保するよう命じたことはなかった。
これを受けて、フランクス中将は第1歩兵師団に対して同地を確保するよう命じたが、イラク軍との本格的な戦闘に陥らないよう配慮した。攻撃態勢のAH-64を背景に交渉した結果、1日12時頃、イラク軍はサフワン飛行場を明け渡した。またシュワルツコフ大将からの圧力を受け、同日15時、ヨソック中将は指揮系統上の直近下位の指揮官であるフランクス中将を飛び越えて、第1歩兵師団長レーム少将に対して直接指示を与え、サフワン交差点の確保のためには攻撃も辞さない姿勢を示した。1日16時半、イラク軍はサフワン交差点一帯を明け渡した。
3日午前11時より停戦交渉が始まった。シュワルツコフ大将はレーム少将に命令し、アメリカ軍が保有する最新装備を手入れが行き届いた状態にしてサフワン飛行場内に配列させた。多国籍軍からはシュワルツコフ大将とハリド中将が出席した。イラク側の代表は国防省参謀次長アハマド中将と第3軍団長マフムード少将だった。イラク側は、安保理決議686が要求した事項及び多国籍軍側の代表団が要求した事項の全てを受け入れ、両陣営は停戦に合意した。

## 多国籍軍の事情
本項ではこの作戦に参加した多国籍軍の事情について記述する。湾岸戦争の多国籍軍に参加した国々は30か国を超えるが、この砂漠の嵐作戦やのちの地上戦である砂漠の剣作戦で実際に戦闘部隊が出撃するのは西側諸国ではアメリカ、イギリス、フランス、カナダ、イタリアの5か国のみであった。またイスラム諸国・アラブ諸国ではサウジアラビア、エジプト、シリアなどが大規模な部隊を派遣したほか、イラクに国を追われたクウェートは自国を取り戻すために奮戦し、バーレーン、アラブ首長国連邦、カタールの部隊も出撃している。
イギリスはアメリカの同盟国として大部隊を派遣し、この作戦の航空作戦ではアメリカやサウジアラビアに次ぐ出撃回数で奮戦した。またイギリスは早い段階でイラクのクウェート攻撃に対応しており、アメリカと協力していち早く海上封鎖なども行い、イラクに圧力をかけ続けた。またフランスも大規模な部隊を派遣したものの、実はフランスはクウェート攻撃が起こるまではイラクと友好的な国であり、この段階でもイラクとの友好関係を理由に戦争に反対する政治家も多かった。そのためアメリカやイギリスに比べれば派遣人数こそ少なかったものの、作戦では奮戦して勝利を重ねた。またフランスは冷戦時代から反米的な世論がある国であり、多国籍軍内でもできる限りアメリカ軍の指揮下には入らなかった。またカナダやイタリアも部隊を派遣し、航空作戦などの任務を実行した。
アラブ諸国の盟主とされるサウジアラビアやエジプトも大規模な部隊を派遣した。しかし、これらの国の部隊はアメリカやイギリスなどに比べれば強力な部隊ではなく、また指揮系統も遅れが生じている状況であった。しかしアラブ諸国にとってイラクの脅威はまさに今そこにある危機であり、必死で奮戦したといわれる。しかしその一方で、いくら相手がクウェートを侵略したイラクとはいえ、同じアラブ人の国を相手に戦争をすることに対しては国民も軍人も政治家もどこか罪悪感を感じている節もあったといわれている。またシリアも精鋭部隊を派遣し奮戦したが、シリアは直前まで続いていた冷戦ではアメリカやサウジアラビアと対立する東側諸国であり、また強烈な反米感情を持つ国民や軍人、政治家が多い国であったため、軍事的な面よりもむしろ政治的な面で多国籍軍からは期待されていなかったとされる。
またイラクの攻撃によって国を奪われたクウェートの戦意は強烈なものがあり、クウェートの空軍部隊は次々に出撃してイラク軍と戦った。バーレーンやアラブ首長国連邦、カタールも部隊を派遣した。このように、アラブ諸国・イスラム諸国も自国を防衛するために部隊を派遣し、戦争に参戦したのであるが、彼らの部隊はアラブ合同軍と呼ばれ、サウジアラビアの指揮下に入った。そのためこの戦いにおける多国籍軍はアメリカを中心とする西側諸国の部隊とサウジアラビアを中心とするアラブ諸国・イスラム諸国の部隊に大きく分かれ、アメリカのシュワルツコフ司令官とサウジアラビアのハリド司令官の二人によって指揮された。